# 다쓰오카조역
다쓰오카조역(일본어: 龍岡城駅)은 일본 나가노현 사쿠시에 위치한 동일본 여객철도 고우미 선의 철도역이다. 단선 승강장 1면 1선의 구조를 갖춘 지상역이다.

## 이용 현황
- 2010년도 : 130명
- 2011년도 : 162명

## 역 주변
- 다쓰오카 성

## 역사
- 1915년 12월 28일 : 사쿠 철도 나카고미 역 - 하구로시타 역 간의 개통과 동시에, 오나라 정류장으로서 개업. 여객영업만.
- 1934년 9월 1일 : 사쿠 철도의 국유화에 의해 국철의 오나라역으로 되다.
- 1944년 11월 11일 : 휴업.
- 1952년 3월 1일 : 재개. 동시에 다쓰오카조역으로 개칭.
- 1987년 4월 1일 : 일본국유철도 분할 민영화에 의해, 동일본 여객철도가 승계.

## 인접 역
| 동일본 여객철도 고우미 선 | 동일본 여객철도 고우미 선 | 동일본 여객철도 고우미 선 |
| ------------------------- | ------------------------- | ------------------------- |
| 우스다 고부치자와 방면    | 고우미 선                 | 오타베 고모로 방면        |